# Maria Thaddäus von Trautmannsdorff

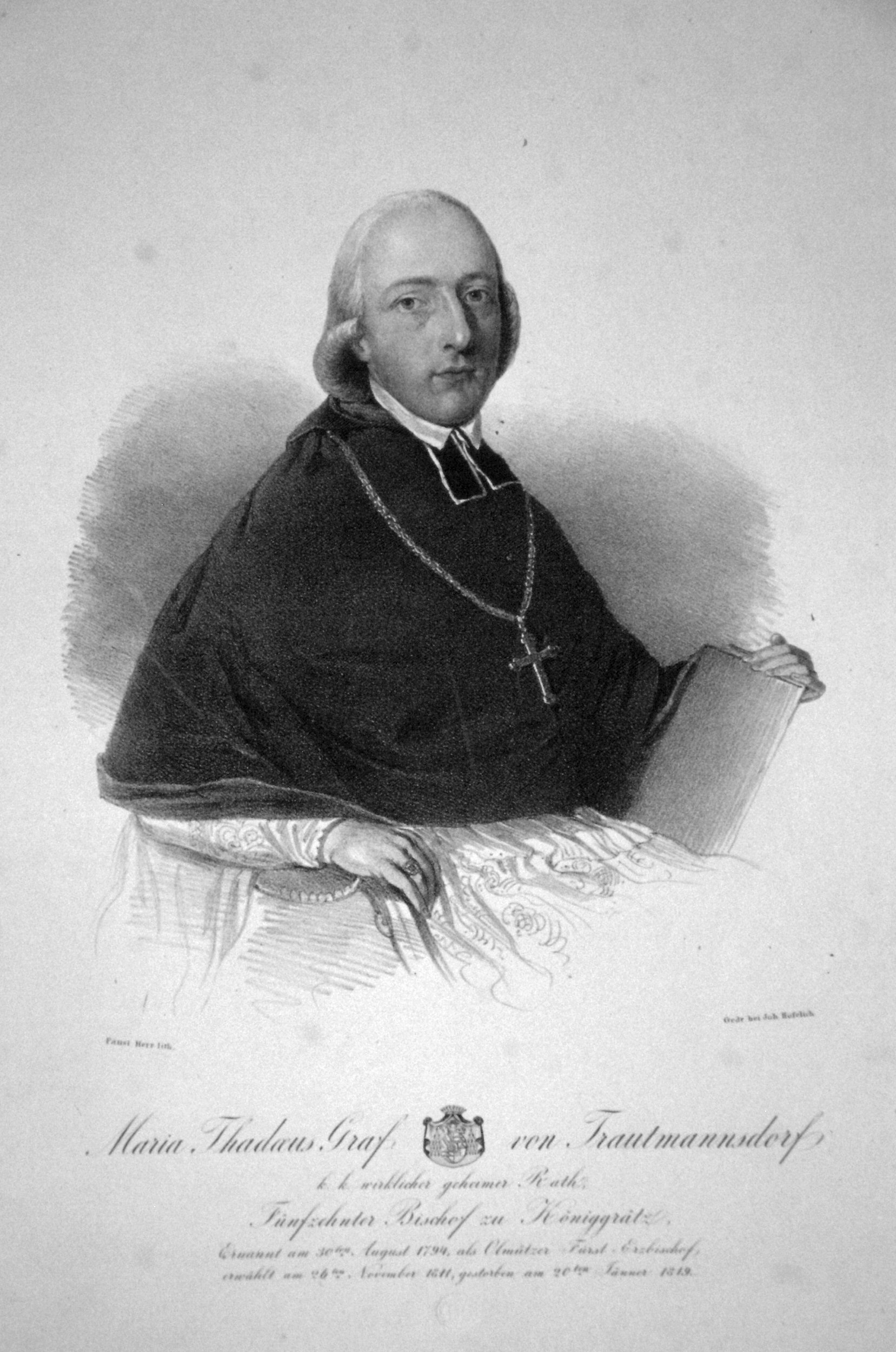
Bischof Maria Thaddäus von Trautmannsdorff, Lithographie von Faustin Herr (vor 1812)

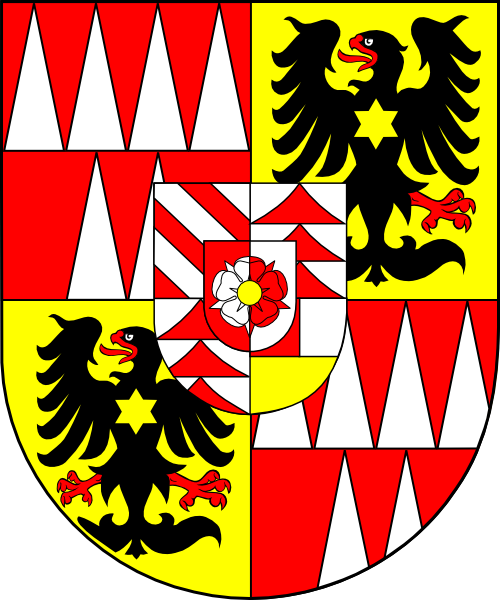
Wappen Maria Thaddäus von Trautmannsdorff, Erzbischof von Olmütz (1815–1819)

Maria Thaddäus von Trautmannsdorff (auch: Trauttman(n)sdorff; Trauttmansdorf-Weinsberg; tschechisch Maria Tadeáš Trauttmansdorff; * 28. Mai 1761 in Graz; † 20. Jänner 1819 in Wien) war römisch-katholischer Bischof von Königgrätz und danach Erzbischof von Olmütz sowie Kardinal.

## Leben
Seine Eltern waren der Reichsgraf Weikhard Joseph von Trauttmansdorff-Weinsberg (1711–1788) und Gräfin Maria Anna von Wurmbrand-Stuppach (1733–1807). Nach Abschluss des Gymnasiums in Graz studierte er ab 1780 als Alumne des Collegium Germanicum in Rom und promovierte 1782 zum Dr. theol. Nachdem Joseph II. das Kolleg nach Pavia verlegt hatte, zog auch Maria Thaddäus dorthin, wo er sich unter dem Einfluss einzelner Lehrer dem Spätjansenismus zuwandte.
Noch vor der Priesterweihe, die er am 20. Dezember 1783 in Graz empfing, erhielt Maria Thaddäus ein Kanonikat in Olmütz. In den nächsten Jahren wirkte er als Seelsorger in den Pfarreien Jägerndorf und Holleschau und erlernte die tschechische Sprache. Durch den Kontakt zum erzbischöflichen Hof in Kremsier soll er sich vom Jansenismus abgewandt haben.
Maria Thaddäus von Trautmannsdorff war Mitglied im Bund der Freimaurer. Seine Mutterloge war die Freimaurerloge Zu den vereinigten Herzen in Graz.

### Bischof von Königgrätz
1793 wurde Maria Thaddäus als Bischof von Triest vorgesehen, jedoch nominierte ihn der Kaiser als Bischof von Königgrätz. Nachdem er die Thesen seiner 1783 erschienenen Dissertation, die seit 1789 indiziert war, widerrufen hatte, stimmte der Papst der Nominierung zu. Die Bischofsweihe spendete ihm am 8. September 1795 in Kremsier der Olmützer Erzbischof Anton Theodor von Colloredo-Waldsee-Mels.
Zu seinen herausragenden Leistungen gehört die Gründung des Königgrätzer Priesterseminars mit einer theologischen Lehranstalt und die Einrichtung eines philosophischen Kurses am Leitomischler Piaristengymnasium. Für Lehrerwitwen und -waisen richtete er einen Unterstützungsfonds ein, für den Lehrer und Pfarrer Beiträge entrichteten. Als einer der wenigen böhmischen Grundherren teilte er Ländereien auf und vergab sie in Erbpacht.

### Erzbischof von Olmütz
Das Olmützer Domkapitel wählte am 26. November 1811 Maria Thaddäus von Trautmannsdorff zum Nachfolger des verstorbenen Anton Theodor von Colloredo-Waldsee-Mels. Die päpstliche Translation erhielt er erst am 15. März 1815, da Papst Pius VII. von Napoleon mehrere Jahre gefangen gehalten wurde.
Auch in Olmütz betätigte sich Maria Thaddäus karitativ. Er verzichtete auf große Feierlichkeiten und Prunk und verteilte das dadurch ersparte Geld an Arme und Kranke. Bei seinem Klerus legte er Wert auf gute Umgangsformen und Bildung sowie bei der Glaubensverkündigung auf eine verständliche Sprache. Bei seinen Visitationsreisen trat er als Seelsorger auf und übernahm persönlich die pfarramtlichen Verrichtungen.

### Auszeichnungen
Wegen seiner Verdienste ernannte ihn Papst Pius VII. 1816 zum Kardinalpriester, zur Benennung einer Titelkirche kam es jedoch nicht mehr. Kaiser Franz I. verlieh ihm das Großkreuz des österreichisch-kaiserlichen Leopold-Ordens.

## Werke
- De tolerantia ecclesiastica et civili. Dissertation, 1783.